# Инаугурация Линдона Джонсона (1965)
Вторая инаугурация Линдона Джонсона в качестве Президента США состоялась 20 января 1965 года. Одновременно к присяге был приведён Хьюберт Хамфри как 38-й вице-президент США. Президентскую присягу проводил Председатель Верховного суда США Эрл Уоррен, а присягу вице-президента принимал спикер Палаты представителей США Джон Маккормак.
Это была первая инаугурация, когда президент ехал на пуленепробиваемом лимузине, что связано с повышением мер безопасности после убийства Кеннеди. Примечательно, что на данной инаугурации Леди Бёрд Джонсон положила начало традиции участия Первых леди на церемонии инаугурации, держа в руках Библию приведённого к присяге президента.
По оценкам, на инаугурации присутствовало 1,2 миллиона человек, что является третьим по величине мероприятием, когда-либо проводившимся на Национальной аллее, после инаугурации Трумэна в 1949 году и Обамы в 2009 году. Это также был последний раз, когда инаугурация освещалась в кинохронике.